# Zbigniew Leoński
Zbigniew Leoński (ur. 20 października 1929 w Klesowie, zm. 24 lipca 2006 w Poznaniu) – polski prawnik, profesor nauk prawnych, specjalista prawa administracyjnego.

## Życiorys
W 1976 otrzymał tytuł naukowy profesora nauk prawnych. W latach 1981–2000 pełnił funkcję kierownika Katedry Prawa Administracyjnego na Wydziale Prawa i Administracji Uniwersytetu im. Adama Mickiewicza w Poznaniu. Przez pięć kadencji był członkiem Centralnej Komisji do Spraw Stopni i Tytułów.
Autor ponad 300 publikacji z zakresu prawa administracyjnego. 
Został odznaczony Krzyżem Kawalerskim Orderu Odrodzenia Polski. 